# Osceola (Indiana)
Osceola es un pueblo ubicado en el condado de St. Joseph, Indiana, Estados Unidos. Tiene una población estimada, a mediados de 2021, de 2592 habitantes.

## Geografía
La localidad está ubicada en las coordenadas 41°39′50″N 86°4′43″O / 41.66389, -86.07861. Según la Oficina del Censo de los Estados Unidos, Osceola tiene una superficie total de 3.53 km², de la cual 3.52 km² corresponden a tierra firme y  0.01 km² son agua.

## Demografía
Según el censo de 2020, en ese momento había 2590 personas residiendo en Osceola. La densidad de población era de 735.80 hab./km². El 87.4% de los habitantes eran blancos, el 2.0% eran afroamericanos, el 0.4% eran amerindios, el 1.5% eran asiáticos, el 0.2% eran isleños del Pacífico, el 0.5% eran de otras razas y el 8.0% eran de una mezcla de razas. Del total de la población, el 3.8% eran hispanos o latinos de cualquier raza.